# Dielektroforézis
A dielektroforézis (rövidítése az angol dielectrophoresis alapján DEP) egy fizikai jelenség, amelyben erő hat egy töltés nélküli, dielektromos részecskére, inhomogén elektromos mezőben. Minden részecske dielektroforetikus aktivitást mutat elektromos mezők jelenlétében. A rá ható erő erőssége azonban erősen függ a közeg és a részecskék elektromos tulajdonságaitól, a részecskék alakjától és méretétől, valamint az elektromos mező frekvenciájától. Következésképpen egy adott frekvenciájú elektromos mező nagy szelektivitással képes manipulálni a megfelelő részecskéket. Ez lehetővé tette például a sejtek szétválasztását vagy a nanorészecskék és a nanohuzalok irányítását és manipulálását. Továbbá a DEP-erő változásának vizsgálata a frekvencia függvényében lehetővé teszi a részecske elektromos (vagy sejtek esetében elektrofiziológiai) tulajdonságainak felderítését.

## Háttér és tulajdonságok
Bár a jelenséget, amit ma dielektroforézisnek hívunk, futólag már a 20. század elején leírták, csak az 1950-es években tanulmányozta komolyan Herbert A. Pohl. A jelenséget ő is nevezte el, valamint igyekezett értelmezni is. A közelmúltban a dielektroforézis újjáéledt a mikrorészecskék nanorészecskék és sejtek manipulálásában rejlő lehetséges alkalmazásai miatt.

A komplex dielektromos állandó frekvencia függése. Az ε a valós rész, ami az adott anyag dielektromos tulajdonságát, míg az elektromos vezetőképességét jellemzi, i az imaginárius egység.

A dielektroforézis akkor következik be, amikor egy polarizálható részecskére egy nem egyenletes (inhomogén) elektromos mező hat. Az elektromos mező polarizálja a részecskét és az így létrejött elektromos dipólusra erőt fejt ki, ami vonzó vagy taszító lehet a dipólus irányától függően. Mivel az elektromos mező inhomogén (erőssége nem ugyanaz mindenütt) az erősebb elektromos mezőben levő pólusra ható erő erősebb a mint a pólus esetén, ami elmozdulásra készteti a részecskét. A dipólus így kialakuló iránya a részecske és a közeg relatív polarizálhatóságától függ. Az erő iránya a mező gradiensétől, nem pedig a mező irányától függ, a DEP váltóáramú és egyenáramú elektromos mezőben is előfordul. A részecske polarizációja (és így a rá ható erő iránya) a részecske és a közeg relatív polarizálhatóságától függ. Ha a részecske a növekvő elektromos mező irányába mozog, akkor a viselkedést pozitív DEP-nek (néha pDEP-nek) nevezik, ha pedig a részecskét a nagyobb térerősségű régiók taszítják, akkor negatív DEP-nek (vagy nDEP-nek) nevezzük. Mivel a részecske és a közeg relatív polarizálhatósága frekvenciafüggő, a polarizációt létrehozó elektromos mező változtatásával és az erőváltozások mérésével meg lehet határozni a részecskék dielektromos tulajdonságait. Ez lehetővé teszi az eredetileg töltött részecskék elektroforetikus mozgásának kiküszöbölését is.
A dielektroforézissel kapcsolatos jelenségek az elektrorotáció és a haladó hullám dielektroforézis (TWDEP). Mivel esetenként bonyolult jelgeneráló berendezések szükségesek a forgó vagy mozgó elektromos mezők létrehozásához ezért ezek a módszerek kevésbé kedveltek a kutatók körében, mint a hagyományos dielektroforézis.

## Dielektroforetikus erő
A legegyszerűbb elméleti modell egy vezetőképes, homogén gömb, dielektromos közeggel körülvéve. Egy homogén, {\displaystyle r} sugarú gömbre, melynek {\displaystyle \varepsilon _{p}^{*}} komplex permittivitása és egy {\displaystyle \varepsilon _{m}^{*}}komplex permittivitású közegben van, az (időátlagolt) DEP erő:
{\displaystyle \langle F_{\mathrm {DEP} }\rangle =2\pi r^{3}\varepsilon _{m}{\textrm {Re}}\left\{{\frac {\varepsilon _{p}^{*}-\varepsilon _{m}^{*}}{\varepsilon _{p}^{*}+2\varepsilon _{m}^{*}}}\right\}\nabla \left|{\vec {E}}_{rms}\right|^{2}}
Az első tag a gömb alakú részecske térfogatával arányos. A kapcsos zárójelben lévő kifejezés Clausius-Mosotti faktor néven ismert. Ez adja a DEP erő frekvenciafüggését. A kifejezésben ennek a komplex mennységnek a valós része szerepel. Az utolsó tag a térerősség négyzetének gradiense, vagyis az elektromos mező inhomogenitásának mértéke, ezzel is arányos a részecskére ható erő. A Clausis-Mosotti faktor komplex számokból álló tört, ami így maga is egy komplex szám. A kifejezésben ennek valós részével számolunk (ezt jelzi a "{\displaystyle Re}"). Mivel az összes többi tényező (térfogat, térerősség-gradiens abszolútértéke) csak pozitív lehet, ez szabja meg a részecskére ható erő előjelét (hogy a hatás pDEP, vagy nDEP lesz-e).
Egy általánosabb eset az elektromos mező által irányba állított ellipszoid esete (sugara {\displaystyle r} és hossza {\displaystyle l}) mely anyagának komplex dielektromos állandója {\displaystyle \varepsilon _{p}^{*}} és egy {\displaystyle \varepsilon _{m}^{*}} komplex dielektromos állandójú közegben van, ilyenkor a rá ható dielektroforetikus erő:
{\displaystyle F_{\mathrm {DEP} }={\frac {\pi r^{2}l}{3}}\varepsilon _{m}{\textrm {Re}}\left\{{\frac {\varepsilon _{p}^{*}-\varepsilon _{m}^{*}}{\varepsilon _{m}^{*}}}\right\}\nabla \left|{\vec {E}}\right|^{2}}
A komplex dielektromos állandó az {\displaystyle \varepsilon ^{*}=\varepsilon +{i\sigma }/{\omega }}, ahol {\displaystyle \varepsilon } a dielektromos állandó, {\displaystyle \sigma } az elektromos vezetőképesség, {\displaystyle \omega } az elektromos mező körfrekvenciája, az {\displaystyle i} pedig a képzetes egység. Ez a kifejezés alkalmas részecskék dielektroforetikus viselkedésének közelítésére, például a vörösvérsejtek tekinthetők összenyomott gömböknek, a hosszú vékony csövek (tubulusok) pedig elnyújtott ellipszoidoknak, lehetővé téve a szén nanocsövek vagy a szuszpenzióban lévő dohánymozaikvírusok dielektroforetikus tulajdonságainak közelítését. Mivel az egyenletek csak a kialakult dipólust veszik figyelembe, azokra az esetekre, amikor a részecskékre ható elektromos mező gradiense nem túlságosan nagy (nincsenek túl közel az elektródák éleihez), illetve olyan esetekben, mikor a részecske nem olyan vonalban mozog, amely mentén a térgradiens nulla (nem egy tengelyesen szimmetrikus elektróda közepén). Ha az elektromos mező gradiense nagy, vagy ha a részecske közepén nulla a térerősség, akkor a magasabb rendű kifejezések lesznek relevánsak amik hozzáadódva a lineáris közelítésben figyelembe vettekhez nagyobb erőket eredményeznek. A nem átlagolt, időfüggő egyenlet csak a veszteségmentes részecskékre vonatkozik, mert a veszteség hatására az indukált dipólus késik az azt létrehozó elektromos mezőhöz képest. Átlagolást alkalmazva ez a hatás megszűnik és az egyenlet igaz lesz a veszteséges részecskékre is. Az időátlagolt egyenlet előáll, ha E-t az Erms effektív értékre cseréljük, vagy szinuszos feszültségek esetén, a jobb oldalt elosztjuk 2-vel.
Ezek a modellek nem veszik figyelembe, hogy a sejtek összetett belső szerkezettel rendelkeznek (heterogének). A több réteget feltételező modell alacsony vezetőképességű közegben használható a membrán vezetőképességére és a citoplazma dielektromos állandójának vizsgálatára. Egy olyan sejt esetében, amelynek héja egy homogén magot vesz körül, a teljes dielektromos választ a héj és a mag tulajdonságainak kombinációjából kapjuk. Például egy gömb alakú sejt esetében, amely egy egy külső réteggel (sejtmembrán) körülvett belső részből (citoplazma) áll, ez a rendszer egymásba ágyazott kifejezésekkel írható le. Ebben az esetben a rendszer eredő (effektív) dieletromos állandója:
{\displaystyle \varepsilon _{1eff}^{*}(\omega )=\varepsilon _{2}^{*}{\frac {({\frac {r_{2}}{r_{1}}})^{3}+2{\frac {\varepsilon _{1}^{*}-\varepsilon _{2}^{*}}{\varepsilon _{1}^{*}+2\varepsilon _{2}^{*}}}}{({\frac {r_{2}}{r_{1}}})^{3}-{\frac {\varepsilon _{1}^{*}-\varepsilon _{2}^{*}}{\varepsilon _{1}^{*}+2\varepsilon _{2}^{*}}}}}}
A kifejezésben az 1-es index a központi részre vonatkozik (sejtek esetén a citoplazma), a 2 pedig a külső rész (sejteknél ez a sejtmembrán). Az {\displaystyle r_{1}} a héj belső szélének sugara, {\displaystyle r_{2}} pedig a héj külső sugara, a részecske középpontjától mérve.

## A dielektroforézis alkalmazásai
A dielektroforézis felhasználható különböző típusú részecskék manipulálására, szállítására, elkülönítésére és válogatására. Mivel a biológiai sejtek dielektromos tulajdonságokkal rendelkeznek, számos orvosi alkalmazása van. Például sikerült teljes vérből DEP-aktivált sejtválogatóval vérlemezkéket kivonni.
A DEP-et a félvezető chip-technológiával együtt használták a DEPArray technológia (Menarini Silicon Biosystems) kifejlesztésére, amely egy mikrofluidikai eszközben több ezer sejt egyidejű kezelésére szolgál. Az eszközben áramlási cellák vannak, mindegyik alján egy-egy mikroelektródával. Az ezekre adott elektromos jelet egy CMOS chip vezérli, létrehozva ezzel több ezer „dielektroforetikus ketrecet”. Ezek mindegyike képes egyetlen sejt csapdázására és egy útválasztó szoftver irányítása alatt, vagy akár celláról-cellára mozgatására is.
Készítettek már olyan eszközöket, amelyek képesek elválasztani a rákos sejteket az egészséges sejtektől, valamint a törvényszéki vegyes mintákból egyes sejteket izolálni. A DEP alkalmazása lehetővé tette olyan biológiai részecskék jellemzését és manipulálását, mint a vérsejtek, őssejtek, neuronok, hasnyálmirigy β-sejtek, DNS, kromoszómák, fehérjék és vírusok. A DEP segítségével különböző előjellel polarizálható részecskék választhatók szét, mivel az alkalmazott váltakozó elektromos mező megfelelő frekvenciáján különböző irányokba mozgatja őket. Alkalmazták már a DEP-et élő és elhalt sejtek szétválasztására is, úgy, hogy a kiválogatott élő sejtek az elválasztás után is életképesek maradtak. DEP alkalmazásával a kiválasztott egyedi sejteket egymáshoz nyomva lehetőség adódott a közöttük létrejövő sejt-sejt kölcsönhatás tanulmányozására. Baktérium- és vírustörzseket vörösvérsejteket és fehérvérsejteket is sikerült szétválogatni. Az apoptózis, röviddel a hatóanyag beadása után kimutatható, DEP segítségével mérve az elektrofiziológiai tulajdonságok változásait.

### A DEP mint sejteket jellemző eszköz
A DEP-et sejtek jellemzésére, elsősorban az elektromos tulajdonságaik változásának mérésével alkalmazzák. Nem lehet közvetlenül mérni a DEP-erőt, de számos technika áll rendelkezésre annak közvetett módon végrehajtható megmérésére. A legtöbb legtöbb modell a vizsgált részecske Clausius-Mossotti faktorának változását figyeli.
A leggyakrabban használt technikák:
- Gyűjtési sebesség mérése. Az elektródákat ismert részecskekoncentrációjú szuszpenzióba merítik és megszámolják az elektródán összegyűlt részecskéket.[30]
- Előjelváltási mérések. A pDEP (vonzás) és nDEP (taszítás) közötti átváltási frekvenciát határozzák meg, ami jellemző a részecskékre. Ezt a technikát kisebb részecskék (például vírusok) esetén alkalmazzák, amelyeket az előzőekben említett technikával nehéz megszámolni.[31]
- Részecskesebesség mérések. A részecskék sebességét és annak irányát méri elektromos mező gradiensben[32]
- A lebegtetési magasság mérése. A lebegtetett részecskék egyensúlyi magassága arányos a rá ható, taszító nDEP erővel. Ha ez függőlegesen felfelé hat és akkor lesz pontosan egyenlő a részecske súlyával, amikor az elektródáktól mért megfelelő magasságban (távolságban) lebeg. Ez a technika alkalmas egyedi részecskék jellemzésére, főleg nagyobb részecskék, például sejtek esetében alkalmazzák[33]
- Impedancia érzékelés. Az elektródák szélén összegyűlő részecskék hatással vannak az elektródák impedanciájára – ezt a változást nyomon követve meghatározható a DEP erő nagysága.[34]
- Nagyobb sejtpopulációk vizsgálatakor a tulajdonságokat a dielektroforetikus spektrumok elemzésével kaphatjuk meg.[15]

## Dielektroforézis megvalósítása

### Elektróda-geometriák
Kezdetben az elektródákat főleg huzalokból, vagy fémlemezekből készítették. Manapság a DEP-ben az elektromos mezőt mikroelektródák (ezek sok esetben csak néhány mikron méretűek) segítségével hozzák létre, amelyek esetében már jóval kisebb a hatások eléréséhez szükséges feszültség. Ez lehetségessé vált olyan gyártási technikákkal, mint a fotolitográfia, lézeres abláció és elektronnyalábos megmunkálás. Ezek a miniatűr elektródák lehetővé teszik a DEP alkalmazását, még olyan kis feszültségekkel (potenciálokkal) is, amelyek nem károsítják a mozgatott kis biorészecskéket. A leggyakrabban izometrikus, polinomiális, interdigitális és kereszt jellegű elektróda-geometriákat alkalmaznak. Az izometrikus geometria hatékony a részecskék pDEP-vel történő manipulálására, de az nDEPpel taszított részecskék nem gyűlnek össze jól meghatározott területeken, így ez a geometria szétválasztásra nem annyira alkalmas. Egy viszonylag újabb változat, a polinomgeometria viszont egymástól jól elkülönülő nagy és alacsony erőhatású területeket alakít ki, így a részecskéket a pDEP és az nDEP segítségével is össze lehet gyűjteni. Az elektromos mező az elektródák közötti hézagok közepén a legmagasabb. Az interdigitális geometria egymás után felváltva következő, ellentétes polaritású elektródaujjakat tartalmaz (hasonlóan egy összekulcsolt kéz ujjaihoz, a latin digitus szó jelentése: ujj) és főként dielektroforetikus csapdázásra és elemzésre használják. A kereszt-geometria hasznos lehet az összekötő hálózatok számára.

### DEP-lyuk elektródák
Ezeket az elektródákat úgy fejlesztették ki, hogy nagy áteresztőképességű, ugyanakkor alacsony költségű alternatívát kínáljanak a DEP hagyományos elektródaszerkezeteihez képest. A fotolitográfiás módszerek vagy más mikromegmunkálási megoldások alkalmazása helyett a DEP-lyuk elektródákat úgy készítik el, hogy felváltva vezető és szigetelő rétegeket helyeznek el egy rétegelt anyagban, majd több "lyukat" mélyítenek a rétegeken át. Az így létrejövő cső oldalfalán egymást váltó, körvonal-elektródák, szigetelőanyaggal elválasztott sorozatát kapjuk. Hasonlóan az interdigitális elektróda elrendezéshez. Ha váltófeszültségű jelet kapcsolunk a rétegekre, (minden másodikhoz ugyanazt a fázist) a falak mentén kialakuló pDEP a falhoz húzza, míg az nDEP a cső tengelyébe koncentrálja a sejteket.
Az előbbiekben leírt DEP-lyukak elemzéshez vagy szétválasztáshoz is használhatók. Analíziskor a sejtek dielektroforetikus tulajdonságait lehet nyomon követni fényelnyelési mérésekkel: a pDEP a sejteket a lyuk falához vonzza. Ha közben fénysugarat küldünk át a lyukon, azt tapasztaljuk, hogy ilyenkor megnő az átjutó fényintenzitás, mert a fényt elnyelő sejtek a falhoz mozogva egyben a fényútból is távoznak. Ennek az ellenkezője igaz az nDEP-re, amelyben a fénysugarat a lyuk közepére koncentrálódó sejtek elnyelésükkel lecsökkentik az átjutó fényintenzitást. Szeparátorként úgy használható a DEP-lyuk, hogy a sejtkeverékeket párhuzamosan nagyszámú (>100) lyukon pumpálják át és a pDEP-et tapasztaló sejtek csapdázódnak a lyukakban, míg az nDEP-et, illetve a semmilyen erőhatást nem tapasztalók átmennek rajtuk. A pDEP-et létrehozó elektromos mező kikapcsolásával a csapdázódott sejtek ismét szabadon mozoghatnak és az ilyenkor ráadott áramlással egy külön tartályba gyűjthetők. A párhuzamosan, egyszerre működő, nagy számú DEP lyukkal a chip sokkal nagyobb sebességgel (nagy áteresztéssel) képes válogatni a sejteket, mint a MACS és a FACS.
Ez a megoldás számos előnnyel bír a hagyományos, fotolitográfián alapuló eszközökkel szemben, csökkenti a költségeket, növeli az egyidejűleg elemezhető minta mennyiségét és egy dimenzióra csökkenti a sejtmozgás lehetőségét (ahol a sejtek a henger alakú lyukban csak sugárirányban mozoghatnak a tengely felé vagy onnan távolodva). A DEP-lyukon alapuló eszközöket gyárt a DEPtech.

### Áramlási mező szétválasztása dielektroforézissel
A különböző részecskékre kifejtett eltérő dielektroforetikus erők közötti különbséget alkalmazzák az inhomogén elektromos mezős szétválasztásnál. Az alkalmazásokat két csoportba sorolhatjuk: DEP-mozgatás és DEP-csapdázás. A DEP-mozgatás esetén ellentétes előjelű erőket fejtenek ki a különböző részecsketípusokra: egyes részecske fajtát vonzzák, míg más fajtákat taszítják, ezzel válogatják szét őket. A DEP csapdázás a részecskékre ható, folyadékáramlás által kifejtett és a dielektroforézisből származó erők közötti egyensúlyt használja fel. Azokat a részecskéket, amelyekre taszító, vagy túl gyengén vonzó DEP erő hat, a folyadékáramlás elsodorja. Azok a részecskék viszont, amelyekre erősen vonzó DEP erő hat az elektródák szélein csapdázódnak, ellenállnak az áramlás sodrásának.
A Davis és Giddings által bevezetett, dielektroforézises áramlási mezős válogatás (DEP-FFF) a kromatográfiához hasonló elválasztási módszerek családjába tartozik, a DEP erőket a húzóáramlással kombinálják a mintában levő, különböző fajtájú részecskék szétválogatására. A részecskéket az elválasztókamrán áthaladó hordozóáramba fecskendezik és az áramlásra merőleges, külső elválasztóerőt (DEP erőt) alkalmaznak. Különböző tényezők, például diffúziós és sztérikus, hidrodinamikai, dielektromos és egyéb hatások, illetve ezek kombinációja révén a különböző tulajdonságokkal rendelkező (<1μm átmérőjű) részecskék a kamra falától mérve más-más távolságra kerülnek, rájuk jellemző koncentrációprofilt kialakítva. A mikrofliudikai csatornában laminárisan áramló folyadék parabolikus sebességprofilt alakít ki (a faltól mért távolság négyzetével arányosan nő az adott helyen az áramlási sebesség). A faltól távolabb eső részecskék magasabb sebességgel áramló folyadékba kerülnek, ezeket a folyadék gyorsabban eltávolítja a csatornából, mint a falhoz közelebbieket.

## Fordítás
Ez a szócikk részben vagy egészben  a   Dielectrophoresis című angol Wikipédia-szócikk ezen változatának fordításán alapul.  Az eredeti cikk szerkesztőit annak laptörténete sorolja fel. Ez a jelzés csupán a megfogalmazás eredetét és a szerzői jogokat jelzi, nem szolgál a cikkben szereplő információk forrásmegjelöléseként.